# العلاقات البلجيكية الكازاخستانية
العلاقات البلجيكية الكازاخستانية هي العلاقات الثنائية التي تجمع بين بلجيكا وكازاخستان.

## مقارنة بين البلدين
هذه مقارنة عامة ومرجعية للدولتين:
| وجه المقارنة                                              | بلجيكا                                                                              | كازاخستان                      |
| --------------------------------------------------------- | ----------------------------------------------------------------------------------- | ------------------------------ |
| المساحة (كم2)                                             | 30.53 ألف                                                                           | 2.72 مليون                     |
| عدد السكان (نسمة)                                         | 11.37 مليون                                                                         | 17.95 مليون                    |
| الكثافة السكانية (ن./كم²)                                 | 372.42                                                                              | 6.6                            |
| العاصمة                                                   | بروكسل                                                                              | نور سلطان                      |
| اللغة الرسمية                                             | اللغة الهولندية، لغة فرنسية، اللغة الألمانية                                        | اللغة القازاقية، اللغة الروسية |
| العملة                                                    | يورو، فرنك بلجيكي                                                                   | تينغ كازاخستاني                |
| الناتج المحلي الإجمالي (بليون دولار)                      | 492.68 مليار                                                                        | 159.41 مليار                   |
| الناتج المحلي الإجمالي (تعادل القوة الشرائية) بليون دولار | 514.74 مليار                                                                        | 439.39 مليار                   |
| الناتج المحلي الإجمالي الاسمي للفرد دولار أمريكي          | 40.32 ألف                                                                           | 10.51 ألف                      |
| الناتج المحلي الإجمالي للفرد دولار أمريكي                 | 43.44 ألف                                                                           | 24.23 ألف                      |
| مؤشر التنمية البشرية                                      | 0.890                                                                               | 0.788                          |
| رمز المكالمات الدولي                                      | +32                                                                                 | +7                             |
| رمز الإنترنت                                              | .be                                                                                 | .kz، .қаз ‏                     |
| المنطقة الزمنية                                           | توقيت وسط أوروبا، ت ع م+01:00، ت ع م+02:00، توقيت وسط أوروبا الصيفي، أوروبا/بروكسل ‏ | ت ع م+05:00، ت ع م+06:00       |

## مدن متوأمة
في ما يلي قائمة باتفاقيات التوأمة بين مدن بلجيكية وكازاخستانية:
- ترتبط يبر مع سيماي باتفاقية توأمة.

## منظمات دولية مشتركة
يشترك البلدان في عضوية مجموعة من المنظمات الدولية، منها:
| علم المنظمة | اسم المنظمة                               | تاريخ انضمام بلجيكا | تاريخ انضمام كازاخستان |
| ----------- | ----------------------------------------- | ------------------- | ---------------------- |
|             | الاتحاد البريدي العالمي                   | ?                   | ?                      |
|             | مؤسسة التنمية الدولية                     | 2 يوليو 1964        | 23 يوليو 1992          |
|             | منظمة حظر الأسلحة الكيميائية              | ?                   | ?                      |
|             | الأمم المتحدة                             | 27 ديسمبر 1945      | 2 مارس 1992            |
|             | وكالة ضمان الاستثمار متعدد الأطراف        | 18 سبتمبر 1992      | 12 أغسطس 1993          |
|             | منظمة الشرطة الجنائية الدولية             | ?                   | ?                      |
|             | مؤسسة التمويل الدولية                     | 27 ديسمبر 1956      | 30 سبتمبر 1993         |
|             | بنك التنمية الآسيوي                       | 1966                | 1994                   |
|             | الاتحاد الدولي للاتصالات                  | 1866                | 23 فبراير 1993         |
|             | البنك الدولي للإنشاء والتعمير             | 27 ديسمبر 1945      | 23 يوليو 1992          |
|             | مجموعة الموردين النوويين                  | ?                   | ?                      |
|             | الفريق المعني برصد الأرض                  | ?                   | ?                      |
|             | منظمة الأمن والتعاون في أوروبا            | 25 يونيو 1973       | 30 يناير 1992          |
|             | المركز الدولي لتسوية المنازعات الاستشارية | 26 سبتمبر 1970      | 21 أكتوبر 2000         |
|             | يونسكو                                    | 29 نوفمبر 1946      | 22 مايو 1992           |

## وصلات خارجية
- موقع وزارة الخارجية البلجيكية
- موقع وزارة الخارجية الكازاخستانية